# Czernookowo (obwód Szumen)
Czernookowo (bułg. Чернооково) – wieś w Bułgarii, w obwodzie Szumen, w gminie Wyrbica. W 2024 roku liczyła 607 mieszkańców.